# Francis Newton
Francis Clement „Frank“ Newton (* 3. Januar 1874 in Washington, D.C.; † 3. August 1946 in Greenwich, Connecticut) war ein US-amerikanischer Golfer.

## Biografie
Francis Newton besuchte die George Washington University und später die Johns Hopkins University. Nach seinem Studium arbeitete er als Chemiker bei mehreren Firmen und übernahm die Geschäftsführung des Beleuchtungsunternehmens The Frink Corporation. Er war Vorstandsvorsitzender des Unternehmens und später Vorstandsmitglied bei mehreren Tochtergesellschaften.
Newton spielte Golf im Seattle Country Club. Bei den Olympischen Spielen 1904 in St. Louis konnte er im Golf-Einzel die Bronzemedaille gewinnen. Mit der Trans Mississippi Golf Association gewann er zudem im Mannschaftswettkampf die Silbermedaille. 1905 zog er nach Kalifornien und gewann 1910 das California Amateur sowie das Pacific Northwest Amateur. 1915 zog er nach Massachusetts, wo er 1923 das North & South Amateur, 1925 das Mid-South Amateur und 1926 das New England Amateur gewann. Neben dem Golfsport war Newton auch als Tennisspieler aktiv.